# Приворотень туркульський
{{#ifeq:0|0|{{#if:|{{#if:Alchemillaturkulensis|[[]}}|}}}}
Приворотень туркульський (Alchemilla turkulensis Pawł.) — багаторічна рослина, епізоохор. Представник роду приворотень (Alchemilla), родини розові (Rosaceae). Східнокарпатський високогірний (субальпійський) ендемічний вид.

## Поширення та екологія
Вид поширений у Східних Карпатах, здебільшого Чорногора (полонина Пожижевська, на горі Туркул та в інших місцях).
Зростає на трав'яних схилах, по скелях.

## Морфологія
Невеличка трав'яниста рослина, 10-40 см заввишки.
Стебло пряме, по всій довжині (до верхніх пагонів суцвіття) притиснуто запушене. Прикореневі листки округло-ниркоподібні, 9–11-лопатеві, злегка хвилясті, зверху голі або розсіяно запушені, зісподу по жилках, як і черешки, густо притиснуто запушені.
Квіти у досить густих пучках, жовтувато-зелені. Цвіте у липні-серпні.

## Охорона
Запропонований до Червоної книги Українських Карпат, оселища виду також є у заповідній зоні Карпатського національного природного парку.